# ويليام إيفانز (سياسي)
ويليام إيفانز (بالإنجليزية: William Evans) هو سياسي أسترالي، ولد في 18 أبريل 1856 ببالارات في أستراليا، وتوفي في 22 أغسطس 1914 في أستراليا. انتخب عضو المجلس التشريعي الفيكتوري عن دائرة Melbourne North Province ‏ (1 يونيو 1907 – أغسطس 1914).